# Arséniate de potassium
L'arséniate de potassium ou plus exactement le dihydrogénoarséniate de potassium ou encore l'arséniate de potassium monobasique est le composé chimique de formule KH2AsO4.
D'autres sels sont également appelés arséniate de potassium, K2HAsO4 (hydrogénoarséniate de potassium) et K3AsO4 (arséniate de potassium "vrai"). Chacune de ces espèces est dérivée de l'acide arsénique :
{\displaystyle \mathrm {H_{3}AsO_{4}+KOH\longrightarrow KH_{2}AsO_{4}+H_{2}O} }
{\displaystyle \mathrm {KH_{2}AsO_{4}+KOH\longrightarrow K_{2}HAsO_{4}+H_{2}O} }
{\displaystyle \mathrm {K_{2}HAsO_{4}+KOH\longrightarrow K_{3}AsO_{4}+H_{2}O} }
Ces espèces sont étroitement liées aux phosphates de potassium correspondants. Les anions H2AsO4−, HAsO42− et AsO43− contiennent tous la forme tétraédrique AsO4 avec deux, un, ou pas d'atomes d'hydrogène liés à l'atome d'oxygène, respectivement.
Bien que ces sels d'arsenic aient été prescrits à des fins thérapeutiques, ces composés sont hautement toxiques.

## Ecotoxicologie
L'arséniate de potassium est un polluant marin.